# Романько, Ольга Георгиевна
О́льга Гео́ргиевна Романько́ (в замужестве Olga Romanko-Primavera; род. 19 июля 1958 года, Москва, СССР) — оперная певица, сопрано. Особенно отмечена в связи с исполнинем роли Тоски в одноимённой опере Дж. Пуччини: критика отмечает тёплое объемное звучание голоса певицы, артистизм и чувство пуччиниевского стиля.

## Карьера
Окончила Музыкально-педагогический институт имени Гнесиных по классу вокала профессора Н. Н. Шильниковой.
В 1990 году стажировалась в Парме (Италия) у Элио Батталья, Эудженио Фурлотти и Марко Боэми.
Дебютировала в 2000 в Венской Штаатсопер в «Трубадуре» с Франко Бонисолли, Виолета Урмана, Лео Нуччи. Впоследствии выступала на сценах Арена ди Верона, Ковент-Гардена, театра «Лисео», Гамбургской государственной оперы, Баварской оперы в Мюнхене, театра Сан-Карло в Неаполе и других европейских оперных театров. Участвовала в фестивале «Флорентийский май» (2002).
Победительница международных вокальных конкурсов: в Рио-де-Жанейро (1987, 1 премия), Парме (1990), конкурса Беллини в Кальтаниссетте (1990).
Репертуар: партии Аиды, Леоноры, Амелии, Дездемоны, Макбет («Аида», «Трубадур», «Бал-маскарад», «Отелло», «Леди Макбет» Дж. Верди), Мими, Чио-Чио-Сан и Тоски («Богема», «Мадам Баттерфляй», «Тоска» Дж. Пуччини). Сопрано Ольги Романько звучит и в русских оперных постановках: «Евгении Онегине», «Пиковой даме» и «Иоланте» П. И. Чайковского.

## Выступления
- Аида (Джузеппе Верди), Париж, Стад де Франс, 80 000 зрителей.